# Faro della Giraglia
Il faro della Giraglia (Fanale di a Giraglia in corso) è un faro e radiofaro marittimo che si trova sull'omonima isola al largo della costa settentrionale del Capo Corso, nel territorio comunale di Ersa. La luce è prodotta da una lampada alogena da 150 watt, con una portata di 26 miglia nautiche; il suo codice attuale è GL, mentre la frequenza del radiofaro è 305,0 kHz.

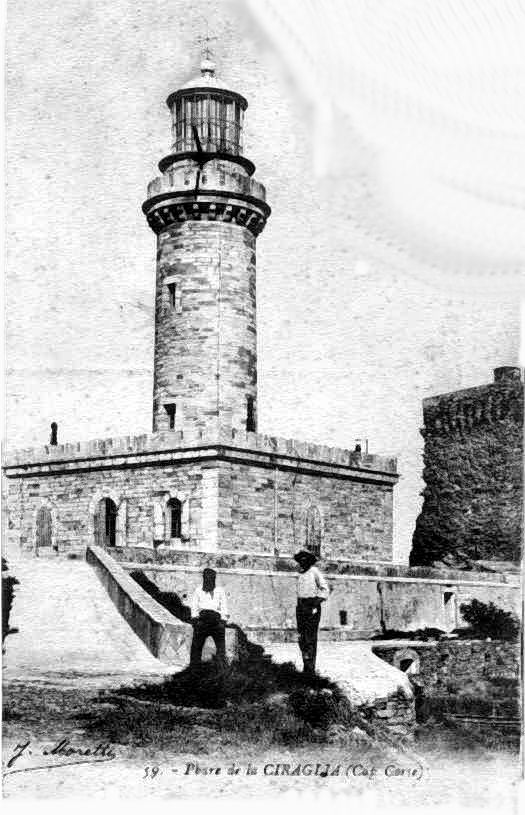
Il faro in una cartolina del 1900

## Storia
Il faro è stato progettato nel 1838 da Léonce Reynaud e costruito a partire dal 1839, per essere poi inaugurato il 1º gennaio 1848.
Inizialmente emetteva una segnalazione luminosa ogni 30 secondi, mentre a partire dal 1904 è iniziata l'emissione di un lampo bianco ogni 5 secondi. Nella seconda metà del Novecento è stato automatizzato ed è iniziato il telecontrollo a distanza da Bastia.

## Struttura
Si tratta di una torre a sezione circolare, che si eleva al di sopra della parte centrale di un edificio a base rettangolare che in passato ospitava le abitazioni dei guardiani. Sulla parte sommitale della torre si trova la lanterna.
Originariamente l'intero complesso si caratterizzava per strutture murarie in pietra; le successive ristrutturazioni hanno conferito all'infrastruttura l'aspetto attuale.